# Vasaskolan, Gävle
Vasaskolan är en gymnasieskola i Gävle för naturvetenskapliga programmet, samhällsvetenskapliga programmet, estetiska programmet och humanistiska programmet. Skolan, belägen vid Rådhusesplanaden, rymmer ungefär 1 000 elever. Skolan bildades 1968 genom en ombildning av Gävle högre allmänna läroverk.
Biblioteket är ett av de största gymnasiebiblioteken i landet. Skolan har ett eget biologiskt museum och ett observatorium.

## Skolbyggnader
1912–1914 byggdes skolan om enligt stadsarkitekt Erik Alfred Hedins ritningar, den breddades och fick ytterligare två våningar. 
Byggnadskronologi i urval efter 1914:
- 1914– Utvidgad byggnad med 1873 års läroverk som grund
- 1948– Norra idrottshuset
- 1980–1997 Skogmursskolan vid Skogmursvägen
- 1991– Cirkusbyggnaden i Furuviksparken
- 1992–1997 Rådhuset för jazzlinjen
- 1997– Östra skolan för jazzlinjen
- 2001– Norrtullskolan, senare för teaterlinjen
- 2004– Norra skolan för internationella programmet
- 2022- Utbyggnad av naturvetarhus och skolrestaurang påbörjas

## Speciella utbildningar
Vid Vasaskolan finns två rikskända estetiska utbildningar med inriktning jazz respektive cirkus. Cirkusgymnasiet startade sin verksamhet 1988. Utbildningen är riksrekryterande och genom åren har elever från hela landet och utlandet fått sin grundläggande cirkusutbildning där. Utbildningen lades ned 2017.
Vasaskolan utsågs i januari 2009 till en av tio gymnasiala spetsutbildningar i landet. Vasaskolan har de enda humanistiska spetsutbildningen i landet med inriktning mot historia, arkeologi, engelska/språk, religion och egyptologi. Utbildningarna genomförs i samarbete med institutionerna för historia, antikens historia och arkeologi, teologi och engelska vid Uppsala universitet. Utbildningen lades ned 2015.
Skolan har ett brett utbud inom språkkurser. Däribland flera moderna språk: franska, italienska, kinesiska, spanska, tyska och ryska, samt två klassiska språk: latin och klassisk grekiska.

## Föreningsliv
Skolan är känd för sina många och gamla elevföreningar och förbund. Det äldsta förbundet är GGF Verdandi, som bildades 1862. 1882 bildades vid skolan den äldsta ännu aktiva idrottsföreningen i Gävle, Gefle Gymnasii Idrottsförening. 1927 bildades GGF Verdandis systerförbund KGF Runa, Kvinnliga Gymnasistföreningen Runa. Närmare 20 elevföreningar har verksamhet. De tre äldsta, förutom idrottsföreningen, är Naturvetenskapliga Föreningen, GGF Verdandi och KGF Runa. Hedersmedlemmar i den Naturvetenskapliga Föreningen är bland annat Konrad Lorenz och Albert Einstein medan Tage Danielsson och Jonas Gardell kan nämnas som hedersledamöter i KGF Runa. Den största föreningen, i medlemsantal, är dock idrottsföreningen GGIF. Bland övriga kan nämnas Historiska sällskapet Urd, Grex Gastronomicus Gymnasii Gevaliensis G, Den feministiska föreningen Lilith, Föreningen för astronomi och astronautik FAA, Fotoföreningen Camera Obscura,  Science-Fiction Fanskapet, Östasiatiska Kompaniet, Spasällskapet, samt FNUF, Svenska FN-föreningens ungdomssektion i Gävle.

### Gefle Gymnasii Förbund Verdandi
GGF Verdandi är den äldsta gymnasieföreningen på Vasaskolan, Gävle och en av de äldsta aktiva gymnasieföreningarna i Sverige. Föreningen, som tog namn efter den Nordiska mytologins Verdandi, är till för manliga elever på Vasaskolan.
Förbundet bildades år 1862 av Leonard Magnus Wærn. GGF Verdandi har till sin uppgift "att på de områden där skolan lämnar övrigt att önska giva sina ledamöter tillfälle att utbilda sig i det allmänna livet. Detta syfte söker förbundet fylla genom att höja intresset för modersmålet, i tal och skrift, för sång, teater, konst och musik."
Verdandi anordnar varje vår soaré på Gefle teater, en soaré som sedan 1938 innehåller ett spex vilket därmed gör att GGF Verdandi har en av Sveriges längsta obrutna spextraditioner. Än idag så träffas Förbundet i Vasaskolans lokaler var 14:de dag för ordinarie möte, som än idag innehåller Disputationer och Eloquentia. Deklamationer är också en del av mötena.
I stadgarna står: "Som förbunds- och igenkänningstecken, särskilt när han offentligt uppträder, bäre varje ledamot av förbundet en därför stansad silversköld." Därtill ska en Verdandist ha en mörk kostym och en frack, som användes vid olika tillställningar som förbundet anordnar.
Syskonförening är KGF Runa.
Verdandi ingick i det avsomnade Norrlands gymnasii-förbund.

### Kvinnliga Gymnasist Föreningen Runa
KGF Runa, Kvinnliga Gymnasistföreningen Runa, är en sammanslutning kvinnliga gymnasieelever, Fröknar, på Vasaskolan i Gävle, som har som mål att väcka och vidmakthålla intresset för konstarter såsom litteratur, teater, musik och konst samt att värna om det svenska språket. Föreningen startades 1927 och firar sin födelsedag den 14 februari . Varannan fredag hålls, traditionsenligt, möten i en lokal i Vasaskolans källare.
Varje år, på våren, anordnas en soaré i fyra akter, som tidigare var sex akter. Temat bestäms på hösten, och är hemligt fram till premiären som hålls på Gävle Teater. Allting som ses på soarén har Fröknarna gjort själva under vårterminens gång: manus, sångtexter, koreografier och rekvisita. KGF Runa anordnar på hösten även en höstbal och ett luciatåg. Föreningen Runa består av ett varierande antal Fröknar beroende på hur många nya elever som aspirerar. De Fröknar som tagit studenten utnämns till Hedersrunaiter men även andra personer som haft inflytande över de sköna konsterna kan utnämnas. KGF Runa har en styrelse som ser till att verksamheten bedrivs som den ska.

### Föreningen för astronomi och astronautik
Föreningen för astronomi och astronautik är en förening för gymnasieelever intresserade av astronomi och astronautik. Föreningen disponerar ett observatorium på taket på skolan. Observatoriet är utrustat med ett 12" Newtonteleskop som byggdes i början av 1970-talet av Lars Pettersson, då elev på skolan, senare koncernchef på Sandvik. Det ursprungliga teleskopet var en 6" refraktor som troligen installerades när skolan stod färdig i början av 1900-talet. Från observatoriet har man en mycket vacker utsikt över Gävle. Föreningen har även tillgång till Lantmäteriets geodetiska observatorium, Mårtsboobservatoriet, tolv kilometer söder om Gävle.

### Sportsliga framgångar
Skolans bandylag vann Kronprinsens pokal i bandy flera år i rad på 1940-talet och senast 1964.

## Alumner från Vasaskolan
- Staffan Lindén 1971, lärare, tecknare, författare
- Stefan Borg 1973, journalist
- Lars Pettersson 1973, direktör Sandvik AB
- Stig-Björn Ljunggren 1976, statsvetare, författare, debattör
- Hans Ellegren 1981, professor
- Erik Korsås 1984, kriminalreporter
- Rickard Olsson 1986, journalist, programledare
- Tina Sundström 1986, Pippi Pelikan
- Fredrik Swahn 1989, sångare, entertainer
- Martin Aagård 1990, Doktor Kosmos och krönikör på Svenska Dagbladet
- Uje Brandelius 1990, Doktor Kosmos
- Twiggy Pop (Lina Selleby) 1990, Doktor Kosmos
- Catti Brandelius 1990, Miss Universum m.m.
- Patrik Oksanen 1993, journalist
- Ardalan Shekarabi 1997, civilminister, riksdagsman, f.d. SSU-ordförande
- Tomas Tobé 1997, riksdagsman
- Lars Anders Johansson 2000, trubadur
- Mireya Echeverría Quezada 2003, journalist
- Ellinor Eriksson 2007, SSU-ordförande
- Amanda Jansson 2009, skådespelerska
- Alice Svensson 2010, sångerska